# WPS Office
WPS Office (абревіатура для Writer, Presentation and Spreadsheets, відомий також раніше як Kingsoft Office) — проєкт, в рамках якого китайською компанією Kingsoft розвивається аналог офісного пакету MS Office, написаний на Qt і націлений на роботу в Microsoft Windows, macOS, Linux, iOS та Android. Станом на 2020 рік версію Linux розробляє та підтримує волонтерська спільнота, а не сама Kingsoft.
До складу пакету входить текстовий процесор Writer, система для створення презентацій Presentation і табличний процесор Spreadsheets. Персональна базова версія безкоштовна. Повнофункціональна версія професійного класу також доступна за передплату.
Продукт мав довгу історію розвитку в Китаї під назвою WPS та WPS Office. Протягом певного часу компанія Kingsoft називала свій продукт KSOffice, намагаючись завоювати міжнародний ринок, але пізніше повернулась до назви WPS Office. Починаючи з WPS Office 2005 використовується користувацький інтерфейс аналогічний інтерфейсу продуктів Microsoft Office та підтримує, крім «рідних» форматів Kingsoft, також формати документів Microsoft Office.

## Функції
Пакет поширюється як безкоштовно, так і за підпискою. Як перевага перед LibreOffice, Google Docs і Lotus Symphony називається звичний для користувачів MS Office інтерфейс, який дозволяє спростити перехід користувачів на пакет WPS Office. Пакетом підтримується як інтерфейс в стилі «стрічка», так і класичний інтерфейс. З відмінностей відзначається можливість одночасної роботи з групою документів через систему вкладок у вікні файла, за аналогією з відкриттям різних сайтів у вкладках сучасних браузерів. Використання формату документів ODF потребує встановлення додаткового розширення.[якого?]

## Історія

### Попередня історія
WPS Office спочатку з'явився як Super-WPS 文字 处理 系统 (система обробки текстів Super-WPS, тоді відома просто як WPS), дебютувавши у 1988 році як текстовий процесор, який працював на системах DOS і поширювався компанією Kingsun COMPUTER CO. LTD з Гонконгу. Це був перший китайськомовний текстовий процесор, розроблений для ринку материкового Китаю, де WPS використовувався з кінця 1980-х.

### Рання історія
Зіткнувшись з конкуренцією Microsoft Office, головний архітектор програмного забезпечення Kingsoft Пак Кван Кау (求伯君) надав 4 мільйони юанів зі своїх особистих коштів, щоб допомогти у розробці WPS 97 для Microsoft Windows. У 1997 році було випущено WPS 97. Наступна версія, WPS 2000, була випущена через два роки. Обидва продукти були розроблені для 16-бітної платформи Windows з можливістю роботи на 32-бітних платформах Windows.
У травні 2001 року Kingsoft випустив повноцінний набір офісних програм під назвою WPS Office 2001, який містив текстовий процесор, засіб для роботи з електронними таблицями та програмою для створння і перегляду презентацій. З WPS Office 2001 Kingsoft вийшов на ринок офісних продуктів в КНР.
У 2002 році було випущено WPS Office 2002, який став флагманською версією WPS Office 2001 і отримав клієнт електронної пошти до набору офісних програм. WPS Office 2002 був спрямований на підтримку сумісності інтерфейсів із усталеними офісними продуктами.
У 2003 році було випущено WPS Office 2003і китайський уряд зробив офісне програмне забезпечення Kingsoft стандартом для різних підрозділів уряду.
Випуск офісного пакету 2004 року, що отримало назву WPS Office Storm пропонував повну сумісність з форматами файлів Microsoft Office. На відміну від попередніх версій, WPS Storm базувався на кодовій базі OpenOffice.org і був першим пакетом Office WPS для підтримки операційних систем інших, ніж Microsoft Windows. Kingsoft співпрацював з Intel та IBM, щоб інтегрувати свою технологію «текст у текст» та «текст в мовлення» в WPS Office Storm.
Наприкінці 2005 року було випущено WPS Office 2005 із оновленим інтерфейсом та меншим розміром файлу. Окрім версії Professional, для студентів та домашніх користувачів було запропоновано безкоштовну спрощену версію. Тоді ж для користувачів Linux було представлено версію WPS Office Storm, яка працювала під WINE.
У 2007 році було випущено Kingsoft Office 2007. Це перша версія, яка намагалася вийти на міжнародні ринки, підтримуючи англійську та японську мови. Версія для Китаю поширювалась під назвою WPS Office.
У 2009 році було випущено Kingsoft Office 2009. Він збільшив сумісність з Microsoft Office, включаючи підтримку новіших форматів файлів 2007 року.
У 2010 році вийшов Kingsoft Office 2010.
У 2011 році Kingsoft Office отримав фінансування від уряду Китаю.
Kingsoft Office Suite Free 2012 був випущений у 2011 році. Kingsoft Office Professional 2012 та Kingsoft Office Standard 2012 були випущені у лютому 2012 року окрім версії Kingsoft Office для Android. Перший випуск для Android включав стандартні компоненти, такі як створення документів, електронних таблиць та презентацій.
28 березня 2012 року Kingsoft оголосив, що розробляється WPS для Linux. Це третій продукт WPS Linux після WPS Storm та WPS 2005. Він був розроблений з нуля, заснований на Qt і максимально сумісний із версією для Windows.
Безкоштовні та платні версії Kingsoft Office 2013 були випущені 4 червня 2013 року. Вони складаються з трьох програм: Writer, Spreadsheets та Presentation, за інтерфейсом схожі на Microsoft Word, Excel та PowerPoint. WPS Office для Linux Alpha 18 Patch 1 вийшов 11 червня 2015 року.

### З 2014 року
6 червня 2014 року всі продукти Kingsoft Office були перейменовані в WPS Office.
16 грудня 2014 року випущено WPS Office 2014 для Windows, версія 9.1.0.4932, яка поширювалась як безкоштовно, так і за підпискою за щомісячну плату в розмірі 3 доларів США, що надавало деякі розширені можливості. Безкоштовна версія мала основні функції та підтримувала формати файлів Microsoft Office .doc, .xls та .ppt. Платні версії Premium забезпечили повну сумісність для файлів Microsoft Office. Офіційно лише платна версія 2014 підтримувала збереження файлів у форматах .docx, .xlsx та .pptx, але і безкоштовна версія підтримувала ці формати (як і у безкоштовній версії 2013 року).
21 червня 2016 року WPS Office 2016 для Windows став загальнодоступним як програмне забезпечення Freemium, не вимагаючи підписки на основні функції.
28 травня 2017 року у твітері Kingsoft з'явилось повідомлення, що розробка версії для Linux припинена, але через кілька днів це було спростовано і випущено ще одну альфа-версію. У той же час з'являється повідомлення (яке згодом було видалено), що Kingsoft має намір відкрити код WPS Office для Linux до кінця 2017 року, щоб дозволити спільноті Linux продовжувати його підтримувати.
WPS Office 2019 був випущений 6 травня 2019. Версія для ПК має значні нововведення, такі як нові функції інтеграції, персоналізовані функції та повну підтримку PDF.

## Варіанти WPS Office

### Для комп'ютера

#### WPS Office 2019 для Windows
Персоналізоване програмне забезпечення для офісу, повна підтримка PDF.

#### WPS Office 2019 для Mac
Повністю безкоштовне офісне програмне забезпечення для Mac OS для поширених форматів файлів.

#### WPS Office 2019 для Linux
Сумісний з Fedora, CentOS, OpenSUSE, Ubuntu, Mint, Knoppix та ін.
Спочатку підтримувались як 32, так і 64-бітні системи, проте підтримка 32-бітних систем припинилася з липня 2019 року.

### Для мобільних пристроїв

#### WPS Office 2019 для Android
WPS Office для Android містить чотири основні компоненти: Writer, Spreadsheets та Presentation та переглядач PDF.
Висока сумісність: не потребує конвертувати документи, повністю сумісний з документами Office.
Підтримка конфіденційності: шифрування документів, встановлення дозволів на копіювання / редагування.
Хмарна синхронізація: документи WPS для ПК / смартфон легко інтегруються та синхронізуються в будь-який час.

#### WPS Office 2019 для IOS
Сумісність із загальними форматами документів, повна підтримка форматів Microsoft.
Спільний перегляд: Файл може синхронно переглядатися на кількох пристроях.
Презентації: Ви можете записувати екран зі смартфона та голос із мікрофона.

### Вебофіс
WPS Document/Web Office：Enterprise Cloud Office, працює при встановленому WPS Office для Windows
Повна платформа підтримки WPS Office
Хмарний документ: онлайновий офіс для спільної роботи, спільне редагування в реальному часі для кількох людей
Система управління підприємством: Створення структури організації підприємства, додавання або масове імпортування членів

## Версії та модель підписки
WPS Office 2016 був доступний у версіях Free, Premium та Professional, а також версіях для Android та iOS. Безкоштовна версія надає основні функції та підтримує формати файлів Microsoft Office. До деяких функцій, таких як друк та злиття пошти, можна тимчасово отримати доступ лише після перегляду реклами, яку WPS Office називає спонсорованим доступом.
Платна версія поширювалась на основі передплати, яка називалась WPS Office 2016 Premium, і була доступна за 9,99 дол. США за 3 місяці, надаючи всі функції без перегляду реклами.
Пожиттєву ліцензію на WPS Office 2016 Professional можна було придбати за 79,99 дол.
| Назва продукту         | Ціна                 | Версія      |
| ---------------------- | -------------------- | ----------- |
| WPS Office безкоштовно | Безкоштовно          | -           |
| WPS Premium            | 29,99 дол. США / рік | 10.2.0.7478 |
| WPS Home & Student     | 44,99 дол. США / рік | -           |
| Ліцензія на WPS Office | 44,99 дол. США / рік | -           |

## Формати файлів
Згідно з документацією WPS Office 2016 Free v10.2.0.5871 для Windows(квітень 2017 року) програма відкриває та зберігає документи у всіх форматах Microsoft Office (doc, docx, xls, xlsx тощо) та HTML, RTF, XML та PDF.
| Формат тексту      | wps | wpt | doc  | dot  | docx | dotx  | docm | dotm |      |      |      |      |
| ------------------ | --- | --- | ---- | ---- | ---- | ----- | ---- | ---- | ---- | ---- | ---- | ---- |
| Формат XML         | xml | htm | html | mht  | mhtm | mhtml | -    | -    | -    | -    | -    | -    |
| Формат Excel       | et  | ett | xls  | xlsx | xlt  | xltx  | csv  | xlsm | xltm | xlsb | ets  | -    |
| Формат презентації | ppt | pot | pps  | dps  | dpt  | pptx  | potx | ppsx | pptm | pot  | ppsm | dpss |